# Biskopsmåla
Biskopsmäla är en ort Jämshögs socken och Olofströms kommun mellan Olofström och Kyrkhult i den västra delen av Blekinge. SCB har för bebyggelsen tillsammans med en del av bebyggelsen i byn Hemmingsmåla avgränsat en småort namnsatt till Biskopsmåla och del av Hemmingsmåla.
Då samhället blomstrade fanns här skola, missionshus, fryshus, toffelfabrik, stärkelsefabrik, skogsmaskinsservice, kafé med mera. I dag finns husen kvar, men funktionerna är borta. Allt som finns kvar är ungefär 30 bostadshus tillsammans med 2 bondgårdar.
Mellan Biskopsmåla och Hemmingsmåla ligger sjön Skyesjön, sjön övervakas av en fiskeförening. Man kan lösa fiskekort och det finns information uppsatt om detta på olika ställen runt sjön.  Här finns gott om ål och abborre. Den har också fina badplatser.

## Befolkningsutveckling
| Befolkningsutvecklingen i Biskopsmåla 2005–2015 | Befolkningsutvecklingen i Biskopsmåla 2005–2015 | Befolkningsutvecklingen i Biskopsmåla 2005–2015 | Befolkningsutvecklingen i Biskopsmåla 2005–2015 | Befolkningsutvecklingen i Biskopsmåla 2005–2015 |
| ----------------------------------------------- | ----------------------------------------------- | ----------------------------------------------- | ----------------------------------------------- | ----------------------------------------------- |
|                                                 |                                                 |                                                 |                                                 |                                                 |
| År                                              |                                                 |                                                 | Folkmängd                                       | Areal (ha)                                      |
| 2005                                            | 2005                                            |                                                 | 96                                              | 26                                              |
| 2010                                            | 2010                                            |                                                 | 101                                             | 26                                              |
| 2015                                            | 2015                                            |                                                 | 93                                              | 34                                              |
|                                                 |                                                 |                                                 |                                                 |                                                 |